# عشبة القمح

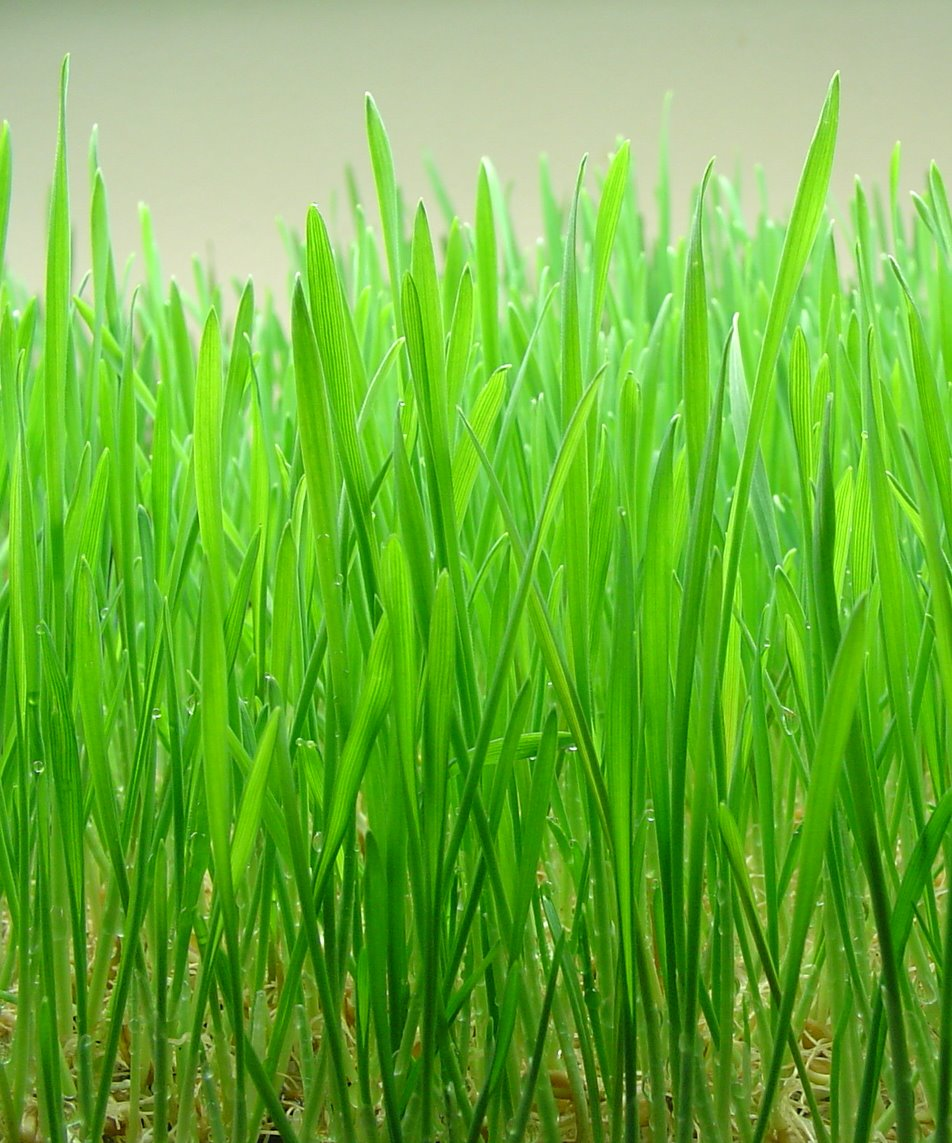
عشبة القمح المزروعة في الداخل قبل 8 إلى 10 أيام من الحصاد.

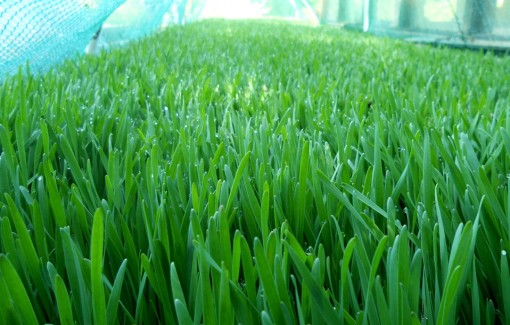
عشب الهجاء المزروع في الهواء الطلق. ذو لون أخضر أعمق من لون القمح.

عشبة القمح (بالإنجليزية: Wheatgrass)‏ هي الأوراق الأولى التي تنبت حديثًا من نبات القمح الشائع، وتستخدم كغذاء أو مشروب أو مكمل غذائي. تقدم مجففة بالتجميد أو طازجة، وبالتالي فهي تختلف عن الشعير القمح، والذي يجفف بواسطة الحمل الحراري. يُسمح لنبات القمح بالنمو لفترة أطول وأطول من الشعير القمح.

## نبذة عامة
مثل معظم النباتات، تحتوي عشبة القمح على الكلوروفيل والأحماض الأمينية والمعادن والفيتامينات والإنزيمات. تتراوح الادعاءات حول الفوائد الصحية لعشبة القمح من توفير التغذية التكميلية إلى وجود خصائص علاجية فريدة، ولكن هذه الادعاءات لم تثبت علميًا.
يتوفر عصير عشبة القمح عادةً في بارات العصير، ويقوم بعض الأشخاص بزراعته وعصيره بأنفسهم في منازلهم. إنه متوفر طازجًا على شكل منتجات، وأقراص، وعصير مجمد، ومسحوق. تباع عشبة القمح تجاريًا أيضًا على شكل رذاذ، وكريم، وجل، وغسول تدليك، ومكمل عشبي سائل. نظرًا لأنه يتم استخراجه من براعم عشبة القمح (أي قبل أن تبدأ بذور القمح أو «التوت» في التكون)، فإن عصير عشبة القمح خالٍ من الغلوتين، ولكن بعض خبراء التغذية يوصون الأشخاص المصابين بمرض الاضطرابات الهضمية بتجنبه بسبب خطر التلوث المتبادل.

## التاريخ
بدأ استهلاك عشبة القمح في العالم الغربي في ثلاثينيات القرن العشرين نتيجة للتجارب التي أجراها تشارلز شنابل في محاولاته لترويج النبات. بحلول عام 1940، كانت علب عشبة شنابل المطحونة معروضة للبيع في الصيدليات الكبرى في جميع أنحاء الولايات المتحدة وكندا.
وكانت آن ويجمور أيضًا من المؤيدين القويين لاستهلاك عشبة القمح كجزء من نظام غذائي خام. كان ويجمور، مؤسس معهد أبقراط للصحة، يعتقد أن عشبة القمح، كجزء من نظام غذائي خام، من شأنها تطهير الجسم من السموم مع توفير التوازن المناسب من العناصر الغذائية كغذاء كامل. كما علّمت أيضًا أن عشبة القمح يمكن استخدامها لعلاج الأشخاص المصابين بأمراض خطيرة. يعتقد العديد من المعاهد الصحية المرموقة أن كلا الادعاءين لا أساس لهما من الصحة، وربما يكونان خطيرين.

## الزراعة

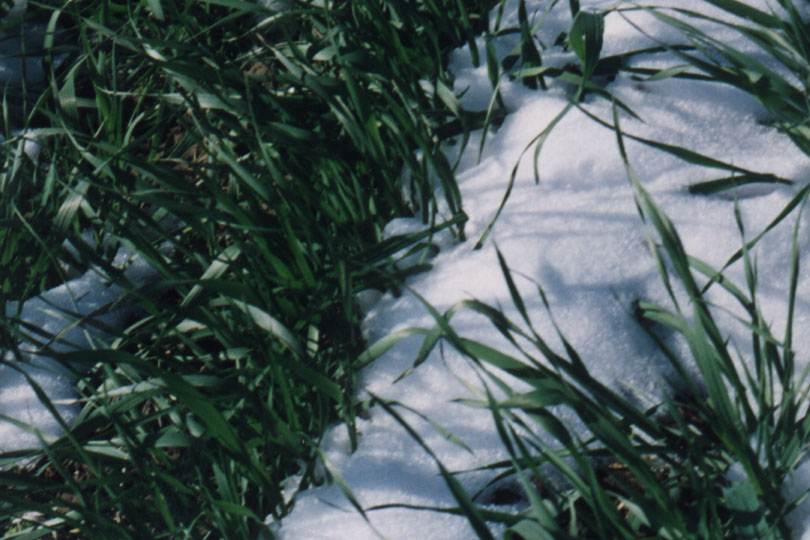
ينمو عشب القمح المزروع في الهواء الطلق ببطء خلال فصل الشتاء في مناخ مثل مناخ ولاية كانساس في الولايات المتحدة.

يمكن زراعة عشبة القمح في الداخل أو الخارج. الطريقة الشائعة لإنتاج البراعم في الداخل تكون غالبًا على صواني في وسط نمو مثل مزيج تأصيص. تحصد الأوراق عندما تتطور إلى «انقسام» مع ظهور ورقة أخرى. يمكن بعد ذلك قطعها بالمقص للسماح بتكوين محصول ثانٍ من البراعم. في بعض الأحيان يكون من الممكن إجراء قطع ثالث، ولكن قد يكون أكثر صلابة ويحتوي على سكريات أقل من القطع الأول.
أجرى شنابل أبحاثه باستخدام عشبة القمح المزروعة في الهواء الطلق في كانساس. تطلب عشبة القمح لديه 200 يوم من النمو البطيء خلال فصل الشتاء وأوائل الربيع، عندما حصدها في مرحلة الوصل. وادعى أنه في هذه المرحلة يصل النبات إلى ذروته من حيث القيمة الغذائية؛ فبعد الترابط، تنخفض تركيزات الكلوروفيل والبروتين والفيتامينات بشكل حاد. يقوموا بحصد عشبة القمح وتجفيفها بالتجميد، ثم بيعها في أقراص ومركزات مسحوقة للاستهلاك البشري والحيواني. تستخدم عشبة القمح المزروعة داخل المنزل لصنع مسحوق عصير عشبة القمح.

## ادعاءات التغذية والصحة
يدعي أنصار عشبة القمح العديد من الخصائص الصحية التي تتمتع بها، والتي تتراوح من تعزيز الصحة العامة إلى الوقاية من السرطان. ومع ذلك، وفقًا للجمعية الأمريكية للسرطان، فإن «الأدلة العلمية المتاحة لا تدعم فكرة أن عشبة القمح أو النظام الغذائي الذي يحتوي على عشبة القمح يمكن أن يعالج أو يمنع المرض». 

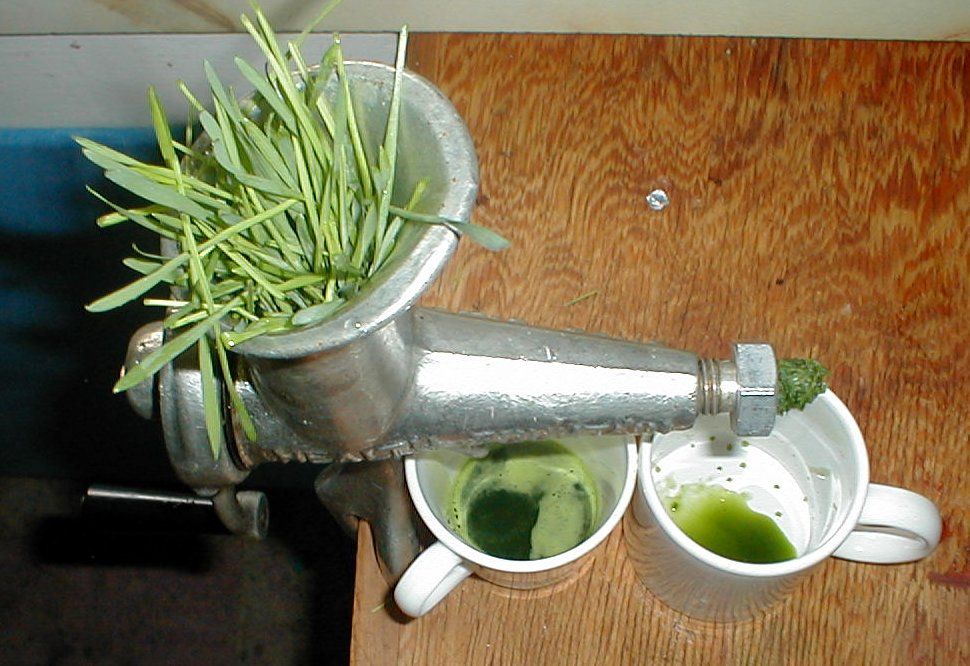
استخراج عصير عشبة القمح باستخدام آلة العصير اليدوية.
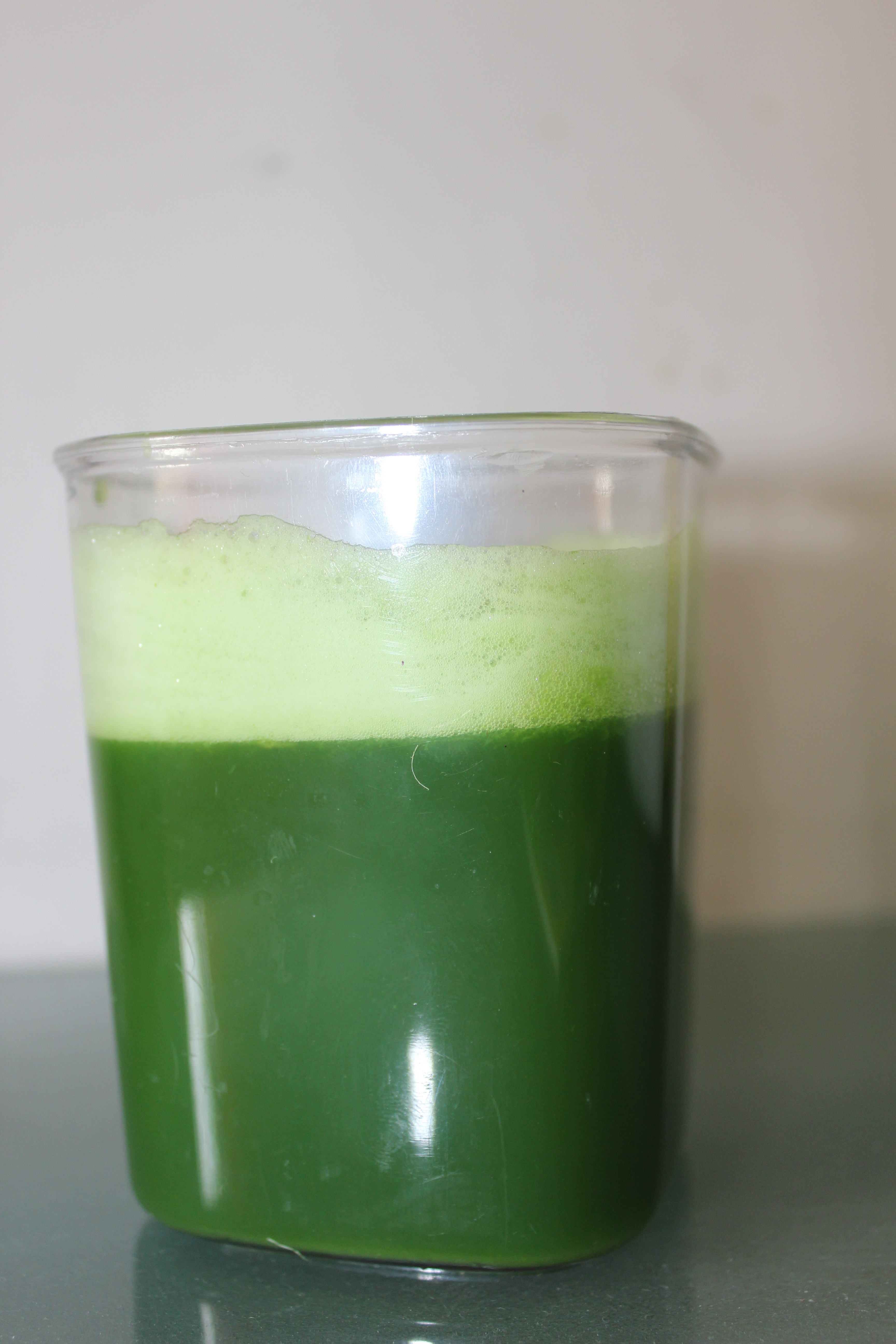
عصير عشبة القمح

### المحتوى الغذائي
عشبة القمح هي مصدر للبوتاسيوم والألياف الغذائية وفيتامين أ وفيتامين ج وفيتامين هـ (ألفا توكوفيرول ) وفيتامين ك والثيامين والريبوفلافين والنياسين وفيتامين ب6 وحمض البانتوثنيك والحديد والزنك والنحاس والمنغنيز والسيلينيوم. كما أنها مصدر جيد للبروتين، بما يصل إلى 8 جرام لكل أونصة إذا تم استهلاكها في شكل مسحوق أو حوالي 1 جرام في «جرعة» من العصير. يتكون محتوى البروتين هذا من 17 نوعًا على الأقل من الأحماض الأمينية، بما في ذلك ثمانية من أصل تسعة أحماض أمينية أساسية.
المحتوى الغذائي لعصير عشبة القمح يعادل تقريبًا محتوى الخضار الورقية الداكنة.
لا يوجد فيتامين ب 12 في عشبة القمح أو أي نبات آخر، حيث لا يصنع فيتامين ب 12 بواسطة النباتات؛ بل هو منتج ثانوي للكائنات الحية الدقيقة التي تعيش على النباتات أو في التربة المحيطة بها. هناك بعض الادعاءات بأن تحليل عشبة القمح وجد فيتامين ب 12 بكميات ضئيلة؛ ومع ذلك، لا توجد مصادر موثوقة استشهد بها لدعم هذا الادعاء. تشير تحاليل عشبة القمح التي أجرتها قاعدة بيانات المغذيات الوطنية التابعة لوزارة الزراعة الأمريكية إلى أن عشبة القمح لا تحتوي على فيتامين ب 12.

## حيوانات أليفة
تزرع عشبة القمح أيضًا لتغذية القطط الأليفة. وتباع عشبة القمح، إلى جانب براعم الحبوب الشائعة الأخرى مثل الشوفان والجاودار والشعير، لهذا الغرض، بما في ذلك تحت اسم عشبة القطط. تحب العديد من القطط تناول العشب ويعتبر عشب القمح آمنًا وصحيًا بالنسبة لهم. قد يوفر العناصر الغذائية ويحسن الهضم عن طريق إضافة الألياف إلى النظام الغذائي. قد يساعد تناول عشبة القمح أيضًا على التحفيز العقلي. ومع ذلك، فمن المستحسن الحد من الكمية المسموح بها، لتجنب عسر الهضم.

## روابط خارجية
- Bar-Sela G، Cohen M، Ben-Arye E، Epelbaum R (2015). "The Medical Use of Wheatgrass: Review of the Gap Between Basic and Clinical Applications". Mini Reviews in Medicinal Chemistry (Review). ج. 15 ع. 12: 1002–10. DOI:10.2174/138955751512150731112836. PMID:26156538.
- Shermer، Michael (أغسطس 2008). "How Anecdotal Evidence Can Undermine Scientific Results [aka 'Wheatgrass Juice and Folk Medicine']". Skeptic (column). مجلة العلوم الأمريكية. ج. 299 ع. 2. مؤرشف من الأصل في 2018-06-21. اطلع عليه بتاريخ 2018-06-10. Alt URL